# Loud Tour
Loud Tour was de vierde tournee van de zangeres Rihanna om haar album getiteld Loud te promoten.
De tournee voerde door Noord-Amerika, Zuid-Amerika en Europa. Tijdens verschillende optredens werd Rihanna vergezeld door Drake (tijdens 'What's My Name?'), Jay-Z (tijdens 'Umbrella' en 'Run This Town') en Kanye West (tijdens 'All of the Lights' en 'Run This Town'). Bij een concert in Texas brak er brand uit tijdens het nummer 'California King Bed'. Om veiligheidsredenen werd het concert beëindigd. De concerten van 30 oktober en 2 november in Zweden werden afgeblazen omdat Rihanna griep had, waardoor ze in het ziekenhuis werd opgenomen. Ze twitterde een foto waarop te zien was dat ze aan een infuus lag met daarbij verontschuldigingen voor het afblazen van het concert. In het totaal waren er 98 shows tijdens deze toer. Later werd bekendgemaakt dat de tournee 90 miljoen dollar had opgebracht. In totaal waren er meer dan 1,1 miljoen kaartjes verkocht. De Loud Tour strandde op een zevende plaats van de beste concerten van 2011.

## Verloop
Rihanna verscheen op het podium in een enorme bol. In een felblauw jasje zong ze de eerste single, 'Only Girl (In the World)'. Nadien zong ze haar nummer 'Disturbia'. Daarna verscheen een auto ten tonele waar iedereen tijdens het nummer 'Shut Up and Drive' opklom. Later zong Rihanna 'Man Down'. Later liet Rihanna, nu gekleed in een mannelijk maatpak, zich zien op het podium. Na het nummer 'Darling Nikki' verruilde ze het maatpak voor een latexpakje. Daarin zong ze 'S&M', 'Let Me' en 'Skin'. Vervolgens kwam Rihanna met een rokende tank tevoorschijn terwijl ze 'Raining Men' zong. De nummers 'Hard', 'Breakin' Dishes', 'The Glamorous Life' en een medley van de nummers 'Run This Town' en 'Live Your Life' volgden. Rihanna ging daarna over op de rustigere nummers 'Unfaithful', 'Hate That I Love You' en 'California King Bed', gekleed in een gele jurk met lieslaarzen. In een topje van glittertjes en jeansshortje zong zij het nummer 'What's My Name?', gevolgd door 'Rude Boy'. Voor ze 'Cheers (Drink to That)' zong, toostte ze op de geweldige avond met haar fans. 'Don't Stop the Music' en 'Take a Bow' volgden. Met haar pianist ging ze even de hoogte in om in een zilveren pakje 'Love the Way You Lie' te zingen. 'Umbrella' sloot het optreden af. (Vanaf 13 november 2011 zong ze 'We Found Love' als afsluiter.)

## Uitzendingen en opnamen

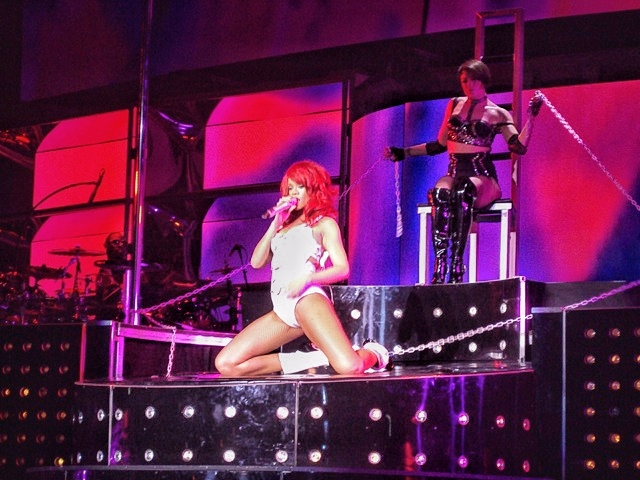
Rihanna in de Oracle Arena in Oakland in Californië

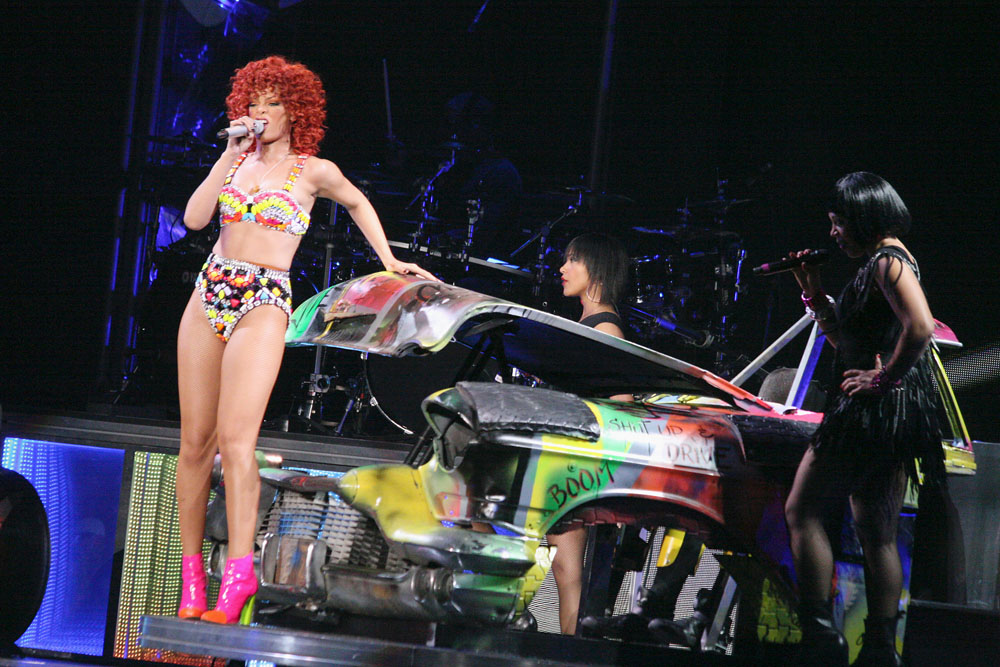
Rihanna in het Target Center in Minneapolis

Rihanna's concert tijdens Rock in Rio werd rechtstreeks uitgezonden. 'We Found Love' werd opgenomen en afgespeeld tijdens het "Grammy Nominations Concert".

### Loud Tour Live at the O2
De laatste drie concerten in Londen werden opgenomen voor de dvd Loud Tour Live at the O2, die op 13 december 2012 verscheen. Bij de luxe versie van haar album Unapologetic was al een voorproefje van de dvd bijgevoegd. Hierin waren exclusieve beelden te zien die achter de schermen waren opgenomen. De dvd bevatte uiteindelijk 20 nummers. De nummers 'Let Me', 'The Glamourous Life', 'Run This Town', 'Live Your Life' en 'Darling Nikki' werden op de dvd geschrapt.

## Voorprogramma's
- J. Cole (Noord-Amerika)
- B.o.B (Noord-Amerika, bij enkele concerten)
- Cee Lo Green (Noord-Amerika, bij enkele concerten)
- DJ Dummy (Noord-Amerika, bij enkele concerten)
- Calvin Harris (Europa)
- Cover Drive (Barbados)

## Programma
1. "Only Girl (In the World)"
2. "Disturbia"
3. "Shut Up and Drive"
4. "Man Down"

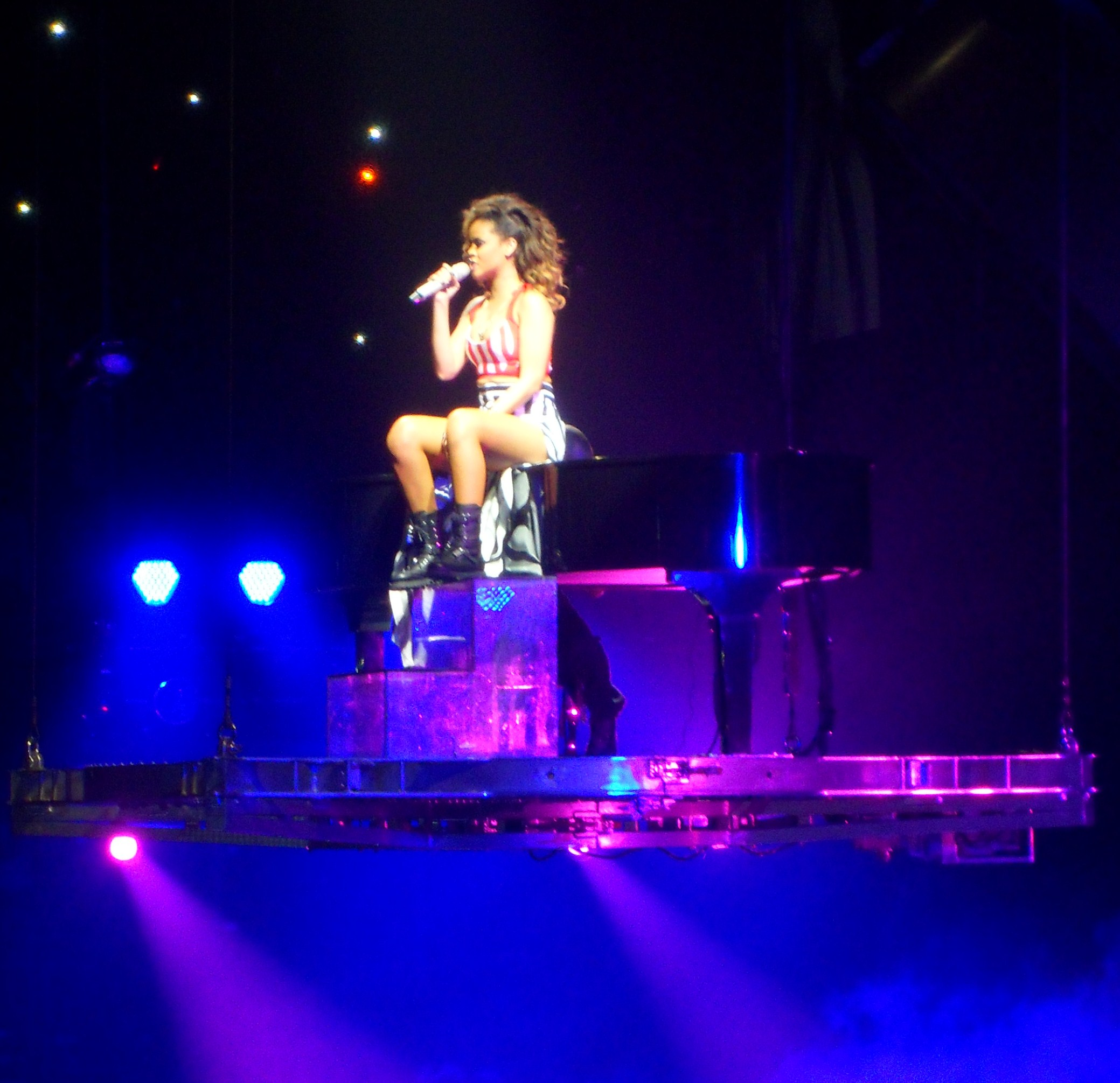
Rihanna zingt Love the Way You Lie in Birmingham

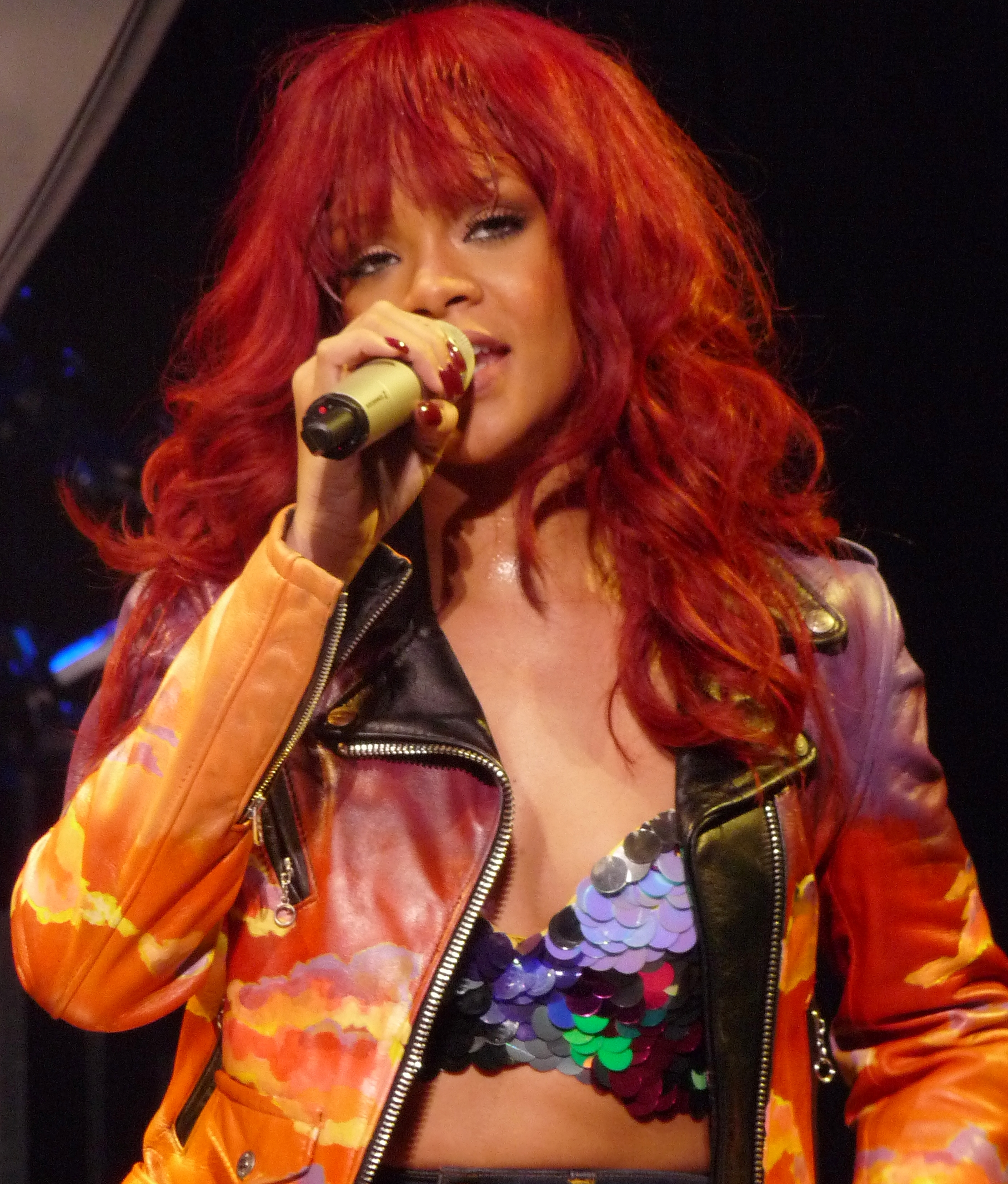
Rihanna tijdens een optreden in het Bankatlantic Center in Sunrise in Florida

5. "Darling Nikki" (bevat elementen van "S&M")
6. "S&M"
7. "Let Me"
8. "Skin"
9. "Raining Men"
10. "Hard"
11. "Breakin' Dishes"
12. "The Glamorous Life"
13. Medley: "Run This Town" / "Live Your Life"
14. "Unfaithful"
15. "Hate That I Love You"
16. "California King Bed"
17. "What's My Name?" (bevat elementen van "Pon de Replay" en "Touch Me, Tease Me")
18. "Rude Boy"
19. "Cheers (Drink to That)"
20. "Don't Stop the Music"
21. "Take a Bow"

Encore
1. "Love the Way You Lie (Part II)"
2. "Umbrella"
3. "We Found Love" (vanaf 13 november)

Opmerkingen
- "Redemption Song" werd uitgevoerd tijdens de concerten op 17 en 18 augustus in Noorwegen voor de slachtoffers in Noorwegen.
- "Te Amo" werd uitgevoerd tijdens de concerten in Brazilië.
- "Fading" werd achtmaal gezongen tijdens de tournee, voornamelijk in Noord-Amerika.

## Data
| Noord-Amerika     | Noord-Amerika       | Noord-Amerika       | Noord-Amerika                             |
| ----------------- | ------------------- | ------------------- | ----------------------------------------- |
| 4 juni 2011       | Baltimore           | Verenigde Staten    | 1st Mariner Arena                         |
| 6 juni            | Toronto             | Canada              | Air Canada Centre                         |
| 7 juni            | Toronto             | Canada              | Air Canada Centre                         |
| 8 juni            | Ottawa              | Canada              | Scotiabank Place                          |
| 10 juni           | Montreal            | Canada              | Bell Centre                               |
| 11 juni           | Montreal            | Canada              | Bell Centre                               |
| 14 juni           | Auburn Hills        | Verenigde Staten    | Palace of Auburn Hills                    |
| 15 juni           | Chicago             | Verenigde Staten    | United Center                             |
| 16 juni           | Minneapolis         | Verenigde Staten    | Target Center                             |
| 18 juni           | Winnipeg            | Canada              | MTS Centre                                |
| 19 juni           | Saskatoon           | Canada              | Credit Union Centre                       |
| 21 juni           | Calgary             | Canada              | Scotiabank Saddledome                     |
| 22 juni           | Edmonton            | Canada              | Rexall Place                              |
| 24 juni           | Vancouver           | Canada              | Rogers Arena                              |
| 25 juni           | Vancouver           | Canada              | Rogers Arena                              |
| 28 juni           | Los Angeles         | Verenigde Staten    | Staples Center                            |
| 29 juni           | Anaheim             | Verenigde Staten    | Honda Center                              |
| 30 juni           | Oakland             | Verenigde Staten    | Oracle Arena                              |
| 2 juli            | Las Vegas           | Verenigde Staten    | Mandalay Bay Events Center                |
| 4 juli            | Albuquerque         | Verenigde Staten    | The Pavilion                              |
| 8 juli            | Dallas              | Verenigde Staten    | American Airlines Center                  |
| 9 juli            | Houston             | Verenigde Staten    | Toyota Center                             |
| 11 juli           | Birmingham          | Verenigde Staten    | BJCC Arena                                |
| 12 juli           | Atlanta             | Verenigde Staten    | Chastain Park Amphitheatre                |
| 14 juli           | Sunrise             | Verenigde Staten    | BankAtlantic Center                       |
| 16 juli           | Greensboro          | Verenigde Staten    | Greensboro Coliseum                       |
| 17 juli           | Atlantic City       | Verenigde Staten    | Borgata Event Center                      |
| 19 juli           | Uniondale           | Verenigde Staten    | Nassau Veterans Memorial Coliseum         |
| 21 juli           | East Rutherford     | Verenigde Staten    | Izod Center                               |
| 22 juli           | Uncasville          | Verenigde Staten    | Mohegan Sun Arena                         |
| 23 juli           | Philadelphia        | Verenigde Staten    | Wells Fargo Center                        |
| 24 juli           | Boston              | Verenigde Staten    | TD Garden                                 |
| 5 augustus        | Bridgetown          | Barbados            | Kensington Oval                           |
| Europa            |                     |                     |                                           |
| 15 augustus 2011  | Helsinki            | Finland             | Hietaranta Beach                          |
| 17 augustus       | Bergen              | Noorwegen           | Koengen                                   |
| 18 augustus       | Bergen              | Noorwegen           | Koengen                                   |
| 20 augustus       | Weston              | Engeland            | Weston Park                               |
| 21 augustus       | Chelmsford          | Engeland            | Hylands Park                              |
| Zuid-Amerika      |                     |                     |                                           |
| 12 september 2011 | São Paulo           | Brazilië            | Arena Anhembi                             |
| 18 september      | Belo Horizonte      | Brazilië            | Mineirinho                                |
| 21 september      | Brasília            | Brazilië            | Nilson Nelson Gymnasium                   |
| 23 september      | Rio de Janeiro      | Brazilië            | Rock in Rio                               |
| Europa            |                     |                     |                                           |
| 29 september 2011 | Belfast             | Noord-Ierland       | Odyssey Complex                           |
| 30 september      | Belfast             | Noord-Ierland       | Odyssey Complex                           |
| 1 oktober         | Belfast             | Noord-Ierland       | Odyssey Complex                           |
| 3 oktober         | Dublin              | Ierland             | The O2                                    |
| 5 oktober         | Londen              | Engeland            | The O2 Arena                              |
| 6 oktober         | Londen              | Engeland            | The O2 Arena                              |
| 7 oktober         | Liverpool           | Engeland            | Echo Arena Liverpool                      |
| 9 oktober         | Manchester          | Engeland            | Manchester Evening News Arena             |
| 10 oktober        | Glasgow             | Schotland           | Scottish Exhibition and Conference Centre |
| 11 oktober        | Glasgow             | Schotland           | Scottish Exhibition and Conference Centre |
| 13 oktober        | London              | England             | The O2 Arena                              |
| 15 oktober        | Birmingham          | England             | LG Arena                                  |
| 16 oktober        | Newcastle           | England             | Metro Radio Arena                         |
| 19 oktober        | Lyon                | Frankrijk           | Halle Tony Garnier                        |
| 20 oktober        | Parijs              | Frankrijk           | Palais Omnisports de Paris-Bercy          |
| 21 oktober        | Parijs              | Frankrijk           | Palais Omnisports de Paris-Bercy          |
| 22 oktober        | Antwerpen           | België              | Sportpaleis                               |
| 25 oktober        | München             | Duitsland           | Olympiahalle                              |
| 26 oktober        | Frankfurt           | Duitsland           | Festhalle Frankfurt                       |
| 28 oktober        | Herning             | Denemarken          | Jyske Bank Boxen                          |
| 30 oktober        | Oslo                | Noorwegen           | Oslo Spektrum                             |
| 1 november        | Stockholm           | Zweden              | Ericsson Globe                            |
| 4 november        | Hannover            | Duitsland           | TUI Arena                                 |
| 5 november        | Leipzig             | Duitsland           | Arena Leipzig                             |
| 7 november        | Zurich              | Zwitserland         | Hallenstadion                             |
| 8 november        | Keulen              | Duitsland           | Lanxess Arena                             |
| 9 november        | Arnhem              | Nederland           | GelreDome                                 |
| 11 november       | Antwerpen           | België              | Sportpaleis                               |
| 13 november       | Londen              | Verenigd Koninkrijk | The O2 Arena                              |
| 14 november       | Londen              | Verenigd Koninkrijk | The O2 Arena                              |
| 15 november       | Londen              | Verenigd Koninkrijk | The O2 Arena                              |
| 18 november       | Birmingham          | Verenigd Koninkrijk | LG Arena                                  |
| 19 november       | Sheffield           | Verenigd Koninkrijk | Motorpoint Arena Sheffield                |
| 21 november       | Manchester          | Verenigd Koninkrijk | Manchester Evening News Arena             |
| 22 november       | Nottingham          | Verenigd Koninkrijk | Capital FM Arena Nottingham               |
| 23 november       | Glasgow             | Verenigd Koninkrijk | Scottish Exhibition and Conference Centre |
| 25 november       | Dublin              | Ierland             | The O2                                    |
| 27 november       | Newcastle upon Tyne | Verenigd Koninkrijk | Metro Radio Arena                         |
| 28 november       | Manchester          | Verenigd Koninkrijk | Manchester Evening News Arena             |
| 29 november       | Birmingham          | Verenigd Koninkrijk | National Indoor Arena                     |
| 1 december        | Londen              | Verenigd Koninkrijk | The O2 Arena                              |
| 2 december        | Manchester          | Verenigd Koninkrijk | Manchester Evening News Arena             |
| 3 december        | Londen              | Verenigd Koninkrijk | The O2 Arena                              |
| 4 december        | Hamburg             | Duitsland           | O2 World Hamburg                          |
| 6 december        | Łódź                | Polen               | Atlas Arena                               |
| 7 december        | Praag               | Tsjechië            | O2 Arena                                  |
| 8 december        | Boedapest           | Hongarije           | Budapest Sports Arena                     |
| 10 december       | Zurich              | Zwitserland         | Hallenstadion                             |
| 11 december       | Turijn              | Italië              | Palasport Olimpico                        |
| 12 december       | Milaan              | Italië              | Mediolanum Forum                          |
| 14 december       | Barcelona           | Spanje              | Palau Sant Jordi                          |
| 15 december       | Madrid              | Spanje              | Palacio de Deportes                       |
| 17 december       | Lissabon            | Portugal            | Pavilhão Atlântico                        |
| 20 december       | London              | England             | The O2 Arena                              |
| 21 december       | London              | England             | The O2 Arena                              |
| 22 december       | London              | England             | The O2 Arena                              |

## Geannuleerde optredens
- Het concert op 31 oktober in Malmö, Zweden werd geannuleerd wegens ziekte (in Malmö Arena)
- Het concert op 2 november in Stockholm, Zweden werd geannuleerd wegens ziekte (in Ericsson Globe)